# Katariina Sederholm
Katariina Sederholm (19 de junio de 1968) es una deportista finlandesa que compitió en halterofilia.
Ganó una medalla de bronce en el Campeonato Europeo de Halterofilia de 1997, en la categoría de +83 kg. Además, consiguió una medalla de bronce en los Juegos Mundiales de 1997.

## Palmarés internacional
| Representando a Finlandia |                  |                   |           |
| Campeonato Europeo        |                  |                   |           |
| Año                       | Lugar            | Medalla           | Categoría |
| 1997                      | Sevilla (España) | Medalla de bronce | +83 kg    |